# Derringer

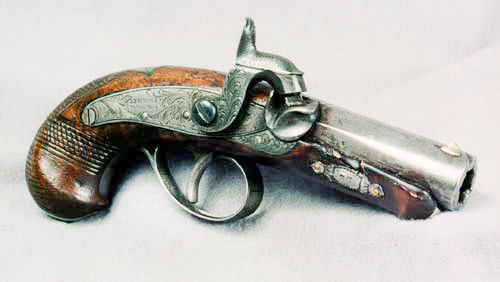
Philadelphia Deringer, kterým John Wilkes Booth zavraždil Abrahama Lincolna

Derringer je obecný název pro ruční palnou zbraň malých (kapesních) rozměrů. Derringery často užívají k sebeobraně ženy, protože jsou vzhledem k velikosti vhodné do kabelky.

## Historie
Původní Philadelphia Deringer byla jednoranná pistole-předovka představená roku 1825 puškařem Henry Deringerem (1786–1868), který v první polovině 19. století provozoval svou dílnu v americké Philadelphii. 14. dubna 1865 byl jednou z Deringerových kapesních pistolí spáchán atentát na Abrahama Lincolna, což zajistilo zbrani světovou proslulost a inspirovalo další puškaře a zbrojní firmy k výrobě podobných modelů či přímo kopií. Z hlediska autorských práv přitom nesmělo dojít k porušení autorovy licenční značky, kopie se proto začaly označovat zkomoleným názvem derringer, který už zlidověl. Modernizované pistole ve stylu Deringeru (ovšem už na kovové náboje) od roku 1872 vyráběla i firma Colt. Široce populárním se stal Remington derringer model 95 s nábojem s okrajovým zápalem .41 Short. Měl nad sebou dvě hlavně, které se automaticky přepínaly při natažení kohoutu. Náboj .41 Short měl velmi malou úsťovou rychlost (asi polovina rychlosti náboje .45 ACP). Střelu tohoto náboje bylo vidět za letu, nicméně při krátkých vzdálenostech dokázala snadno zabít. Design Remington derringeru se začal vyrábět ve výkonnějších rážích (např. .38 Special) a byl menší a výkonnější než první pistole ráže 6,35 Browning.
Zájem o derringery opadl počátkem 20. století, nicméně v 70. letech se repliky perkusních derringerů dostaly opět do módy, ať už v původní ráži .41 nebo menší .22 Short.

## Konstrukce

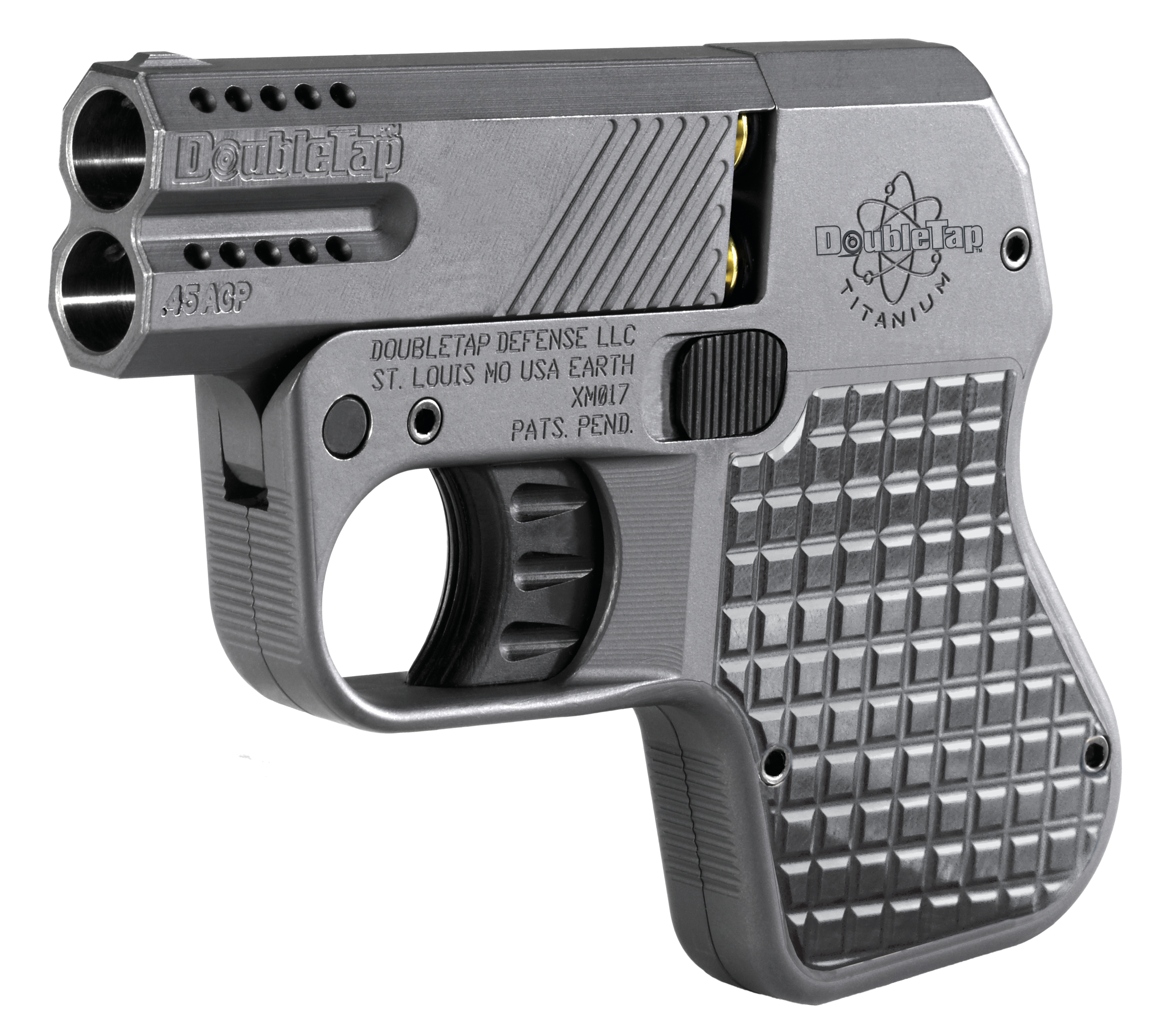
Dvouhlavňový derringer .45 ACP

První derringery byly jak na černý prach (perkusní i křesadlové), tak později i na náboje. Originální Deringer Philadelphia, kterou byl zastřelen Lincoln, byla perkusní jednoranná pistole ráže .44 s dřevěnou pažbou, délkou hlavně dva palce a hmotností 200 g. Zámková deska byla umístěna nazad, což umožňovalo uložení součástek zámkového mechanismu za osou kohoutu, čímž se snižovalo namáhání střední části pažby.
Derringery mají zpravidla jednu nebo dvě hlavně, nicméně se vyskytují i derringery se čtyřmi hlavněmi (COP Derringer). Dnes vyráběné derringery mají obvykle ráže .22 lr, .22 WMR, .38 Special, 9 mm Luger, ale i třeba .45-70.